# Luigi Milone
Luigi Milone (Venezia, 18 ottobre 1949 – Venezia, 24 maggio 2012) è stato un filologo italiano.

## Biografia
Luigi Milone si è laureato presso l'Università di Padova in Storia della lingua italiana con Gianfranco Folena, discutendo una precoce tesi su Andrea Zanzotto; dopo essere stato ricercatore nella stessa università, ha insegnato allo IULM di Milano e Feltre; dal 1991 è passato all'Università "Ca' Foscari" di Venezia, dove ha tenuto la cattedra di filologia romanza e di origini delle lingue romanze per un ventennio. Membro del comitato scientifico organizzatore del Convegno interuniversitario di Bressanone, vi ha partecipato dal I tenutosi nel luglio 1973 al XXXIX nel 2012, per 39 anni consecutivi, contribuendo sin dalle prime relazioni.

### Rialto, repertorio informatizzato dell'antica letteratura trobadorica e occitana
Insieme a Costanzo Di Girolamo è stato fondatore di Rialto (Repertorio informatizzato dell'antica letteratura occitana), con accesso libero a numerose edizioni critiche di testi antico provenzali. Il repertorio ospita le Lecturae Tropatorum, rivista in rete dedicata all'interpretazione della poesia dei trovatori.

### Collane editoriali Biblioteca Medievale e Biblioteca medievale saggi
È stato inoltre codirettore dal 1986 delle collane Biblioteca Medievale Testi che conta 167 volumi all'attivo e Biblioteca Medievale Saggi con altri 32 volumi, dal 1987 pubblicate dalla Luni Editrice e dal 2001 cedute entrambe alla Carocci Editore, assieme ai filologi romanzi Mario Mancini e Francesco Zambon.

### Raimbaut d'Aurenga e Tristan de Thomas
La sua attività filologica si è incentrata particolarmente nell'edizione critica delle poesie in lingua d'oc del trovatore Raimbaut d'Aurenga, esponente del trobar clus e nell'edizione del Roman de Tristan di Thomas.

### Morte
È morto nella sua città natale, Venezia, il 24 maggio 2012 all'età di 62 anni, dopo un ricovero ospedaliero. Le esequie, celebrate con rito civile, si sono tenute nello spazio antistante la chiesa di San Lazzaro dei Mendicanti il 28 maggio successivo registrando una folta presenza di colleghi e allievi.

## Dediche istituzionali
Il dipartimento di Studi Umanistici al quale apparteneva il professor Luigi Milone, con sede a Malcanton Marcorà, dietro campo S. Margherita, nell'autunno 2012 ha intitolato a suo nome un'aula al terzo piano, utilizzata per lauree, conferenze, lezioni accademiche e dottorali.

## Opere e studi in memoria
- Bels amics ben ensenhatz, Studi in memoria di Luigi Milone, a cura di Francesco Zambon, Giosuè Lachin, Mucchi editore, 2022.
- Luigi Milone, «Si co∙l leos vol la forest»: Raimbaut d'Aurenga, «... [nu]ils hom tan ... [n]on amet» (BdT 392, 26a) in Carlo Donà, Marco Infurna, Francesco Zambon, Metafora Medievale. Il “libro degli amici” di Mario Mancini, Roma, Carocci, 2011, pp. 236–274.
- Luigi Milone, Raimbaut d'Aurenga: Un vers farai de tal mena (BdT 389, 41) in Gianfelice Peron, L'«ornato parlare». Studi di filologia e letteratura romanze per Furio Brugnolo, Padova, Esedra editrice, 2008, pp. 53–89 (edizione critica di una canzone di Raimbaut d'Aurenga con traduzione e ampio commento)
- Luigi Milone, Cinque canzoni di Raimbaut d'Aurenga (389, 3, 8, 15, 18 e 37), in "Cultura neolatina", vol. LXIV, 2004, pp. 1–183 (edizione critica di cinque canzoni di Raimbaut d'Aurenga con traduzione e ampio commento).
- Luigi Milone, Tre canzoni di Raimbaut d'Aurenga (389, 1, 2 e 11), in "Cultura neolatina", vol. LXIII, fasc. 3/4, 2003, pp. 169–254.
- Luigi Milone, Appunti per un capitolo della cultura italiana del secondo dopoguerra: Contini filologo, in "Humanitas", dicembre 2001.
- Luigi Milone, El "trobar envers" de Raimbaut d'Aurenga, Barcelona, Columna, pp. 1–208, Coll. "la flor inversa", n. 3, 1998.
- Luigi Milone, Jaufre Rudel, Tristano e dintorni in Rossend Arques (a cura di), La cultura catalana tra l'umanesimo e il barocco. Atti del V convegno dell'Associazione di Studi Catalani (Venezia, 24-27 marzo 1992), Padova, Editoriale Programma, 1994, pp. 185–190.
- Luigi Milone, P.C. 389, 1: Raimbaut d'Aurenga, “Ab nou cor et ab nou talen”, in Omaggio a Gianfranco Folena, 3 voll., Editoriale Programma, Padova 1993, I, pp. 165–174.
- Luigi Milone, "Rossinhol, ironda, lauzeta": Bernart de Ventadorn e i movimenti del desiderio, in "Romanistiche zeitschrift fut literaturgeschichte", vol. 12, 1988, pp. 1–21.
- Luigi Milone, L'amors enversa de Raimbaut d'Aurenga, in "Museum Patavinum", vol. 1, 1983, pp. 45–66.
- Luigi Milone, Raimbaut d'Aurenga tra "fin'amor" e "no-poder", in "Romanistiche zeitschrift fut literaturgeschichte", vol. 7, 1983, pp. 1–27.
- Luigi Milone, Il "vers de dreit nien" e il paradosso dell'amore a distanza, in "Cultura neolatina", vol. XL, 1980, pp. 123–144.
- Luigi Milone, Retorica del potere e poetica dell'oscuro da Guglielmo IX a Raimbaut d'Aurenga, in Retorica e poetica: quaderni del Circolo Filologico-Linguistico Padovano n. 10, Padova, Liviana, 1979, pp. 147–177.
- Luigi Milone, Per una storia del linguaggio poetico di Andrea Zanzotto, in "Studi novecenteschi", n.8-9, 1974, pp. 207–235.